# Wish You Were Here (Avril Lavigne-låt)
"Wish You Were Here" är en sång från den kanadensiska sångerskan Avril Lavignes fjärde studioalbum Goodbye Lullaby (2011). Låten är skriven och producerad av Max Martin med flera. 

## Låtlista
1. "Wish You Were Here" – 3:45
2. "Wish You Were Here" (Acoustic Version) – 3:45